# Sakit Mammadov
Sakit Mammadov (en azéri : Sakit Qulam oğlu Məmmədov), né le 5 août 1958 à Neftchala, région de l’Azerbaïdjan, est un peintre du peuple de la République d'Azerbaïdjan (2018), professeur (2018), membre de l'Union des peintres de l'UNESCO, professeur honoraire de l'Académie européenne des sciences naturelles, comte de l'Académie d'héraldique du Vatican, membre titulaire de l'Académie mondiale des arts. Il est marié et a trois enfants et trois petits-enfants. Ses enfants sont également engagés dans une activité artistique.

## Éducation
Sakit Gulam oghlu Mammadov est diplômé du collège d'art d'État d'Azerbaïdjan Azim Azimzade. Après son service militaire en 1978-1980 il entre en 1981 à la faculté de la peinture de l'Académie des beaux-arts de Leningrad du nom d'Ilya Repine et obtient son diplôme avec mention en 1987. Il est membre de l'Union des peintres d'Azerbaïdjan depuis 1988.

## Style
Le peintre académique Sakit Mammadov établit une école et un style appelé opalisme. L'origine du terme opale vient du mot sanskrit upala (« pierre précieuse »). En grec ancien opal signifie « éblouissant », en latin « apparence fascinante ». Le jeu des couleurs dans la pierre est pratiquement présent dans toutes ses créations.

## Expositions
Dès 1983, les œuvres de Sakit Mammadov font partie de diverses expositions. Ses tableaux sont exposées dans de célèbres galeries du monde, telles que le Musée des Beaux-Arts Pouchkine, Parlement européen, Galerie de l'Opéra de Paris, galeries du Palais de Dolmabahçe en Turquie, ainsi qu’en Espagne, au Portugal, en Italie, à Rome, en Grande-Bretagne, aux États-Unis et dans d'autres prestigieuses galeries du monde et, en 2015, au Carrousel du Louvre à Paris.